# 聚伞橐吾
聚伞橐吾（学名：Ligularia cymosa）为菊科橐吾属的植物，为中国的特有植物。分布在中国大陆的四川等地，生长于海拔4,400米的地区，多生于草地，目前尚未由人工引种栽培。